# Kameduł (jezioro)
Kameduł (też Kamenduł) – jezioro na Pojezierzu Wschodniosuwalskim w województwie podlaskim, w powiecie suwalskim, w gminie Wiżajny.
Jezioro Kameduł jest znane z dawnych dokumentów jako Jacne lub Jasne. Jest jakby naturalnym przedłużeniem niecki pobliskiego jeziora Jaczno. Linię brzegową ma słabo rozwiniętą. Brzegi o łagodnym spadku. Kształt wydłużonego owalu, zwężającego się ku południowi. Pod względem biologicznym jest to zbiornik mezotroficzny, o ubogiej roślinności (tylko przy brzegach wąski pas trzcin).

## Legenda
Legenda nazwę jeziora Kameduł wiąże z zakonnikiem, który został napadnięty przez rozbójników, cudem ratując się od śmierci. Żył jeszcze długo, a kiedy zmarł, jego postać w białym habicie kameduły, zaczęła się pokazywać nad jeziorem.